# Liczby złożone

Liczby naturalne od zera do stu – liczby złożone zaznaczone są na zielono.

Liczba złożona – liczba naturalna większa od 1 niebędąca liczbą pierwszą, tj. mająca co najmniej jeden naturalny dzielnik różny od 1 i niej samej.
Oznacza to, że liczbę złożoną można rozłożyć na iloczyn (co najmniej) dwóch liczb naturalnych większych od 1 i mniejszych od niej.

## Przykłady
Poniższe liczby naturalne są przykładami liczb złożonych:
{\displaystyle 4=2\cdot 2}
{\displaystyle 6=2\cdot 3}
{\displaystyle 8=2\cdot 4}
{\displaystyle 9=3\cdot 3}
{\displaystyle 20=5\cdot 4}
{\displaystyle 125=5\cdot 5\cdot 5}